# Колесников, Фёдор Львович
Фёдор Львович Колесников (1907 год, станица Сунженская — 1992) — передовик производства, мастер нефтепромыслового управления «Малгобекнефть» объединения «Грознефть». Герой Социалистического Труда (1960). Почётный гражданин города Малгобек (1987).

## Биография
Родился в 1907 году в станице Сунженская. Трудовую деятельность начала в 1925 году. Работал на различных предприятиях разнорабочим, землекопом и на железной дороге. В 1931 году окончил курсы трактористов в Моздоке, после чего работал в колхозе «Балтийский моряк». В 1938 году начал свою трудовую деятельность на нефтяных промыслах треста «Малгобекнефть». С 1942 года участвовал в партизанском движении. В 1943—1944 годах работал начальником транспортного отдела треста. В армии с апреля 1944 года.
У частник Великой Отечественной войны: с июня 1944 — стрелок 120-го стрелкового полка. Воевал на 1-м Белорусском фронте. Участвовал в Бобруйской операции.
После демобилизации в 1946 году продолжил работать в тресте «Малгобекнефть» мастером по добыче нефти и газа. Руководил бригадой нефтяников, которая завершила досрочно три послевоенные пятилетки. За выдающиеся достижения в трудовой деятельности был удостоен в 1960 году звания Героя Социалистического Труда.

## Награды и звания
- Герой Социалистического Труда (28.05.1960)
- орден Ленина (28.05.1960)
- орден Отечественной войны I степени (11.03.1985)
- орден Трудового Красного Знамени (08.04.1948)
- орден «Знак Почёта» (06.02.1942)
- орден Славы III степени (19.08.1944)
- медаль «За отвагу» (11.08.1944)
- 2 медали «За трудовую доблесть» (15.05.1951; 06.10.1952)
- другие медали
- Почётный гражданин города Малгобека (1987)